# Kieran Bird
Kieran Bird, född 2 september 1999 i Oxford, är en brittisk simmare.

## Karriär
Kieran Bird deltog på 400 meter frisim och 800 meter frisim på OS 2020 utan ta sig till final. Vid OS 2024 ingick han i det brittiska laget på 4 x 200 meter som kvalificerade till finalen och som där tog guld.